# 地莫西泮
地莫西泮（英语：Demoxepam）是一种苯二氮䓬衍生物药物。它是氯氮䓬的代谢产物，具有抗惊厥特性，并可能具有其他苯二氮䓬特性。

## 合成
地莫西泮可以通过从4-氯苯胺 (1) 经由2-氨基-5-氯二苯甲酮 (3) 和其他中间体的多步反应获得。

地莫西泮合成：